# Museu Medeiros e Almeida
O Museu Medeiros e Almeida, anteriormente, Casa-Museu Medeiros e Almeida, é uma das principais coleções privadas de artes decorativas portuguesas, reunida pelo empresário, colecionador e mecenas António de Medeiros e Almeida (1895-1986).
O museu, instalado na antiga residência de Medeiros e Almeida, um palacete de finais do século XIX situado no centro de Lisboa, compreende duas áreas museológicas distintas: a área que foi habitada pelos donos da casa, que foi mantida tal como era, e uma nova ala construída sobre o jardim da moradia, formada pela recriação de ambientes, nomeadamente ao gosto francês do século XVIII.

## A coleção - peças em destaque

### Arte Chinesa
- Um grupo de peças de enterramento - mingqi - das dinastias Han (206 a.C.-220) e Tang (618-790);
- Sete peças da dinastia Ming (1368-1644), de inícios do século XVI, de porcelana de exportação para o mercado português, conhecidas como “primeiras encomendas”;
- Um vaso da dinastia Qing (1644-1911), reinado Qianlong (1736-1795), pintado com decoração auspiciosa e ladeado com duas figuras moldadas de europeus prestadores de tributo;

- Dois instrumentos musicais em nefrite - “pedras sonoras” - da dinastia Qing, período Kangxi (1662-1722), datados 1717, pertencentes a um carrilhão imperial;
- Um raro biombo de laca Coromandel, de seis folhas, do período Kangxi, de finais do século XVII, presente de aniversário, decorado com poemas e uma inscrição;

### Relógios
- Ampulheta em âmbar de meados do século XVII, de Gdansk, assinada: Michael Schödelock fecit Gedani;
- Raro relógio de noite, de cerca 1675-1685, do relojoeiro real inglês Edward East (1602-1696);
- Relógio de caixa alta, 1700, de corda mensal, do relojoeiro inglês Thomas Tompion (1639-1713);
- Um curioso relógio de mesa despertador com sistema de pederneira, para o mercado alemão, do relojoeiro inglês Godfrie Poy (activo 1718-1753);
- Relógio de bolso, de mesa e de carruagem, de 1808, que  pertenceu ao general J.-A. Junot e mais tarde ao duque de Wellington, do mestre relojoeiro Abraham-Louis Breguet (1747-1823);
- Relógio de caixa alta “Grand Régulateur”, c.1900, do marceneiro francês François Linke (1855-1935).[2]

### Pintura
- “A Paragem”, 1606, do pintor miniaturista flamengo Jan Brueghel (1568-1625);
- “O Cobrador de Impostos”, 1616, do pintor flamengo Pieter Brueghel o Novo (1564-1638);
- Um conjunto de 8 paisagens, de 1623 a 1652, do naturalista holandês Jan van Goyen (1596-1656);
- “Arquimedes” do atelier do pintor espanhol Jose Ribera (1588-1652);
- “Natureza Morta”, 1643-1644, do pintor holandês Jan Davidsz de Heem (1606-1684);
- “Rainha Catarina de Bragança” 1670, retrato atribuído ao pintor inglês John Riley (1646-1691);
- “Nascimento de Adónis”; “Morte de Adónis” (par), c.1720-1730, do pintor francês François Boucher (1703-1770);
- “Retrato de Velho com espada”, 1768, do pintor italiano GianDomenico Tiepolo (1727-1804);
- “Mrs. William Fitzroy”, 1801-1808, atribuída ao pintor inglês John Hoppner (1758-1810);
- “Amédée Berny d’Ouville”, 1830, do pintor francês Eugène Delacroix (1798-1863).[3]

### Mobiliário
- Duas cómodas ditas “mazarinas”, c.1690, com marchetados do marceneiro real francês André-Charles Boulle (1642-1732);
- Um par de cómodas rocaille, 1720-1730, estampilhadas por Antoine Criaerd (act. 1720-50);
- Uma cómoda “vernis-Martin”, 1745-1755, atribuída ao marceneiro francês Pierre Roussel (1723-1782);
- Mesa de jogo portuguesa, de quatro tampos, em pau santo com embutidos de madeiras preciosas e marfim, terceiro quartel do século XVIII;
- Uma secretária com alçado, 1854-1957, com marchetados estilo Boulle, do marceneiro inglês John Webb (1799-1880), o par pertencente à coleção Wallace de Londres ;
- Um cartonnier com secretária, estilo Luís XV, assinado e datado 1892, do marceneiro Joseph-Emmanuel Zwiener (1849-c.1925);
- Uma cómoda francesa de aparato “Vénus e Marte”, decorada com bronzes dourados assinada e datada de François Linke (1855-1935), feita para a Exposição Universal de Paris de 1900;
- Uma consola estilo Luís XV, decorada com bronzes dourados, de François Linke, marcada nos bronzes LF, c. 1900.[3]

## O museu

### Galeria de entrada
Na residência original, a entrada fazia-se por um pequeno lanço de escadas em mármore, acedendo-se, através de um guarda-vento de vidro a um corredor com acesso, de ambos os lados, às principais salas de receção, sala de jantar e escritório e ao andar dos apartamentos privados. No corredor destaca-se um importante núcleo de oito óleos sobre madeira do pintor Jan van Goyen (1596-1656), demonstrativo da evolução pictórica e temática de um dos primeiros paisagistas holandeses.

### Sala de jantar
Nesta sala os anfitriões receberam família, amigos e inúmeras individualidades nacionais e estrangeiras do mundo social, da política e da alta finança.
A sala mantém, dentro do possível, a decoração original, marcada pelo mobiliário inglês do século XIX. Ao centro, a mesa em mogno para doze pessoas, está posta para um jantar de cerimónia, com baixela e faqueiro do prateiro inglês Paul Storr (1770-1844) e serviço de copos de cristal com decoração a ouro, da fábrica francesa Daum, sobre individuais de renda da época.
Num dos topos, num armário louceiro de grandes proporções, composto por dois corpos envidraçados expõem-se alguns dos serviços de mesa de porcelana da China da coleção, usados em ocasiões especiais, o raro conjunto de cristais ingleses e irlandeses prismatic cut de inícios do século XIX e um conjunto de vidros com camafeus de biscuit, do início da produção da Fábrica da Vista Alegre (1837-1846).
Quatro naturezas-mortas holandesas do século XVII compõem a decoração.

### Sala das pratas
The old scullery exhibits the silver collections, among the British silversmith, the set of Paul Storr (1771-1838) tableware vessels, decorated with fauna and flora elements, stands out for its quality. As far as the Portuguese production is concerned, there is a famous tea and coffee service,  produced in 1815 by António Firmo da Costa, which is engraved with Napoleon Bonaparte's monogram, as it served the deposed emperor while in Saint Helena island and two 16th-century engraved silver-gilt salvers decorated with imagery from the Discoveries;
Two figure-shaped toothpick holders collections can be admired in this gallery: one is made of Portuguese silver and the other of Vista Alegre Manufactory porcelain.

### Escritório
Era neste espaço que o coleccionador se dedicava à consulta de livros, revistas de arte e catálogos de leilões e dava largas à sua paixão, procurando alargar conhecimentos nas áreas que mais o interessavam ou tentando encontrar a peça que lhe faltava para completar um ou outro núcleo da colecção.
Neste espaço encontram-se ainda os retratos do coleccionador e da sua mulher, Margarida bem como de outros membros da família, por pintores portugueses.

### Apartamentos privados
Neste andar ainda se pode ver o ambiente do quotidiano íntimo do casal no quarto de cama e na casa de banho privada do dono da casa, forrada a mármore de Estremoz, onde instalou um equipamento de ginástica que mandou vir dos E.U.A. nos anos 70.
Na antecâmara, destaca-se um raro móvel-secretária de mogno, datado de 1740-1750, do marceneiro inglês John Channon (1711-1783), com um alçado que foi  utilizado como farmácia pessoal de Medeiros e AlMeida e uma espreguiçadeira D. José, do 3º quartel do século XVIII, entre pinturas de Lisboa de Carlos Botelho (1899-1982), colega de Liceu Pedro Nunes do colecionador.

### Ala nova
No início da década de setenta, António de Medeiros e Almeida concretiza um dos seus maiores sonhos - a criação e doação ao país de uma Casa-Museu - cujo espírito vinha tomando forma há já alguns anos, à medida que o património se multiplicava e as peças adquiridas nos mercados europeus se tornavam mais valiosas e raras.
A ala nova - que se liga à antiga residência -, foi decorada com luxuosos ambientes de gosto francês dos séculos XVIII e XIX, com apainelados e tetos de caixotão pintados, lareiras de mármore, mobiliário francês e inglês, pintura francesa e holandesa, oferecendo um panorama desta época de ouro europeia.

### Galeria nova
Nesta sala destacam-se os motivos decorativos do desenhador ornamental Jean Bérain O Velho (1640-1711) nas duas secretárias “mazarinas” de André-Charles Boulle, no par de pinturas de cariz mitológico de François Boucher e nas duas tapeçarias francesas de 1730’s, pertencentes à armação conhecida como “Os Grotescos” que representam arquiteturas imaginárias, fauna, flora, funâmbulos e dançarinos, numa tipologia estética caracterizada pela cor e cariz decorativo, transversal a todas as peças.

### Sala do piano
Esta sala é uma reconstituição de um ambiente francês Luís XV, que deve o seu nome ao piano de meia cauda da casa Erard, de 1880-1890, decorado com bronzes dourados e pinturas em verniz-Martin, com apainelado em carvalho trabalhado e tecto português, em maceira invertida, de madeira de castanho policromada com cenas do quotidiano cortesão. No eixo central, a lareira de mármore branco de gramática rocaille é proveniente da casa do escritor inglês Somerset Maugham, em Londres.
Nas paredes pinturas por Gian Domenico Tiepolo (1727-1804), do retratista inglês George Romney (1734-1802), e uma Ressurreição de Lázaro do holandês Jacob Willemsz de Wet (1610- 1677).

### Sala Luis XIV
Duas grandes peças de mobiliário do marceneiro real francês André-Charles-Boulle dão o nome à sala: um monumental relógio de mesa com barómetro sobre pedestal e uma mesa-secretária (bureau-plat). A sala é revestida com boiserie italiana de tons verdes ostentando painéis de inspiração grotesca.
Um conjunto de quatro raras peças austríacas, de esmaltes de Viena, de finais do século XIX, encontra-se exposto nesta sala: um cofre em cristal de rocha e esmaltes montados em prata, uma garnitures de três peças (relógio de mesa e par de candelabros), uma ave bicéfala e uma cornucópia também em cristal de rocha lapidado.

### Sala do lago
Esta sala, bem como os espaços adjacentes, Galeria de Cima e Galeria de Baixo, pretende ser uma memória do espaço ajardinado que ali existia até às obras de prolongamento do Museu. Daí a presença da água. Em redor, as paredes são forradas com painéis de azulejos azul e branco, representando as Quatro Estações e os Quatro Continentes, tema favorito da era barroca.
O tecto em masseira quadripartida é decorado com pinturas policromadas do século XVIII português representando os Quatro Continentes.

### Sala dos relógios
Esta sala apresenta um conjunto de cerca 200 relógios, dos cerca de seiscentos que constituem a colecção. Os exemplares estão dispostos cronologicamente contando a história da evolução da relojoaria na Europa. A coleção inclui diversas categorias: relógios de bolso, de mesa, de caixa alta, de suspender, de carruagem, de marinha, de noite, de água, de areia, de fogo, etc…

### Sala das porcelanas
Este espaço, destinado exclusivamente à exposição da colecção de cerâmica chinesa. A primeira vitrina mostra a colecção de terracotas, incluindo as Dinastias Han, Tang, Wei e Song. A segunda vitrina ostenta objectos da dinastia Ming, destacando-se as denominadas “primeiras encomendas”, peças pintadas em cobalto sob o vidrado, encomendadas pelos europeus na China, no início do século XVI. Alguns destes exemplares serão encomendas reais para D. Manuel I, estando decorados com a esfera armilar, seu brasão pessoal e as Armas Reais de Portugal.
As outras duas vitrinas são dedicadas à dinastia Qing, com peças do período Kangxi decoradas com os esmaltes da chamada “família verde”, com objectos para o mercado interno chinês e para o mercado europeu/ocidental, e ainda peças dos períodos Yongzheng e Qianlong, com esmaltes da chamada “família rosa”, como serviços de jantar.
Destacam-se peças feitas para o mercado interno marcadas na base com marcas imperiais, como uma grande jarra pintada com simbologia auspiciosa, datada de 1760-1790, suportada por duas pequenas figuras masculinas, figuradas de joelhos ou uma jarra pintada a ouro e decorada com medalhões de flores policromadas, com um grande laço no bojo no qual se suporta uma criança, datada de 1670-1680.    

### A capela
Este espaço foi pensado para receber a colecção de arte sacra não sendo, porém, consagrado.
Um púlpito indo-português, peça de meados do século XVIII, trabalhada em madeira policromada, proveniente da Igreja de Nossa Senhora do Monte, em Velha Goa, é ladeado por pinturas de primitivos portugueses e por dois grandes vitrais assinados por Luís Filipe de Abreu, representando Santa Margarida e Santo António, santos onomásticos do casal Medeiros e Almeida.
Nas vitrinas paramentos e frontais de altar, onde se destaca um em veludo bordado datado de 1592, para além de capas de asperges e uma colecção de seis casulas com trabalhos de seda, brocados e aplicações bordadas dos séculos XVIII e XIX.
Ao fundo, altar de talha dourada, trabalho português do séc. XVIII, uma série de altos e baixos-relevos em madeira policromada, pedra e alabastro dos séculos XV, XVI e XVII, de origem inglesa e flamenga.

## O edifício
O edifício n.º 6 da Rua Mouzinho da Silveira data de 1896. O palacete situava-se numa zona central de Lisboa, junto à recém-inaugurada Avenida da Liberdade (1886).
Com quatro pisos - cave, rés-do-chão, 1º andar e sótão - e generosa área de jardim, o pendor parisiense oitocentista integra-se plenamente na traça arquitetónica envolvente.
Em 1921 a moradia é vendida e renovada com uma garagem, um andar de mansarda, um torreão com elevador e a cobertura em telha de ardósia, dando ao edifício o aspeto exterior atual.  

### Aquisição por Medeiros e Almeida: 1943 - 1965
Por escritura de 22 de dezembro de 1943, o casal Medeiros e Almeida, a viver até então na vizinha rua do Salitre, compra o palacete, que se situava perto da casa dos pais de António, no número 12 da mesma rua.
Como primeiro ato oficial, em junho de 1946, o oratório foi inaugurado numa cerimónia oficiada pelo Patriarca de Lisboa, Cardeal Cerejeira (1888-1977).

### Ala Nova: 1965-1986
Em meados dos anos sessenta, Medeiros e Almeida já tinha reunido uma importante coleção de artes decorativas que decidiu deixar ao seu país. Nesse sentido, em 1968 o colecionador começou a implementar o projeto de criação de uma instituição museológica, transformando a sua própria residência em museu. De modo a manter toda a coleção reunida, e sabendo que esta continuaria a crescer necessitando de mais espaço expositivo, mandou construir uma nova ala sobre o jardim da casa.
Para esta campanha de obras contrata o arquiteto Alberto Cruz (1920-1990), a nova ala, composta por dois pisos numa área total de cerca de 950m2. Com esta ampliação, a futura instituição ficou dotada de duas áreas distintas: a zona que foi habitada pelo casal MA, constituída por quatorze divisões, e a ala nova, formada por treze novos espaços.
A obra de ampliação e instalação da Casa-Museu foi concluída em 1974, pelos arquitetos Frederico George (1915-1994) e José Sommer Ribeiro (1924-2006), sendo que este último se encarrega ainda do projeto de museografia, já que, à época, era o diretor do Serviço de Exposições e Museografia do Museu Calouste Gulbenkian.
Na linha da dedicação e rigor que punha em tudo o que fazia, Medeiros e Almeida presidiu à orientação de todos os detalhes do projeto. Dificuldades advindas da Revolução de 25 de Abril de 1974 impediram que a instituição abrisse as portas ao público em sua vida, porém, quando o colecionador morreu, em 1986, o projeto de instalação do Museu estava concluído.

### Museu Medeiros e Almeida
Em 1989, de acordo com um primeiro projeto de abertura da instituição ao público, uma campanha de obras com o objetivo de equipar a Instituição com os ditames museológicos mais atualizados, foi entregue aos arquitetos João de Almeida e António Costa Cabral, do gabinete ARQUI III, incluindo os projetos de conservação preventiva – Eng. Elias Casanovas - e de luminotecnia – a cargo do Eng. Vítor Vajão. Um primeiro catálogo das coleções foi editado em 1994.
Foi, porém, a partir de 1999 que se deu novo impulso para a concretização da abertura ao público com a constituição de uma equipa permanente, a criação de um percurso museológico e a implementação de uma programação. Quinze anos após a morte de Medeiros e Almeida, o Museu abriu as portas, a 1 de junho de 2001.